# Mesquita de Veli-Paixà
La Mesquita de Veli-Paixà (en grec romanitzat: Tzamí tu Velí Passà) és un edifici otomà de la ciutat grega de Ioànnina,  a l'Epir. La mesquita la renovà a la fi del segle xix Veli Paixà i el conjunt incloïa, entre altres, una madrassa i cuines.

## Història
Una primera petita mesquita per a la pregària diària (masjid) es va erigir en l'emplaçament d'una església romana d'Orient dedicada a sant Esteve, al sud-oest del pujol Litharítsia, a uns 500 m de la fortalesa de Ioànnina. La data de construcció d'aquest primer edifici és incerta, i els estudiosos indiquen que seria a començament (poc després del 1617) o a la fi del segle xvii. Segons alguns documents del 1670, la mesquita va rebre el nom del seu fundador, Bali Ketchonta. Més tard es deia Mesquita de Tsiekour, en referència al barri que l'envolta.
Alí Paixà de Janina, governador de l'Epir per a l'Imperi otomà, va construir edificis de serrall a la zona de la mesquita per als seus dos primers fills, Mushtar i Veli. Aquest darrer, que fou, entre altres coses, beglerbegi de Rumèlia  i governador de Morea, fundà una institució religiosa en aquesta zona en un waqf datat del 1804. Com a gran terratinent, va construir una nova mesquita, una madrassa, cuines i edificis annexos que incloïen una biblioteca i un caravanserrall.
Després de l'eixida del poder otomà el 1913, la mesquita esdevingué una caserna i el minaret fou destruït cap al 1930, abans de ser confiscat pel Ministeri de Cultura i Esports. L'edifici fou retornat a l'Ajuntament de Ioànnina i restaurat en els anys 1970 i 1990 pel 8é Eforat d'Antiguitats Bizantines.

## Arquitectura
La mesquita té una sala de pregària de 6 m x 6,5 m, coronada per una cúpula el tambor octogonal de la qual recolza sobre quatre trompes. Al nord hi ha un pòrtic, originàriament obert i coronat per tres cupuletes, que degué ser tapiat després de la construcció de l'edifici. El minaret, del qual hui només queda la base, se situa a la façana occidental, entre el pòrtic i la sala de pregària. La maçoneria es caracteritza per una unitat de carreu pseudoisòdom, mentre que la cúpula principal i el sostre del pòrtic són coberts de pissarra.
A dins es conserven elements d'un ric mihrab de marbre.
L'edifici de la cuina i la madrassa romanen hui al nord de la mesquita. L'antiga escola alcorànica enclou el Museu de Defensa Nacional de Ioànnina.